# Нуль-модемное соединение

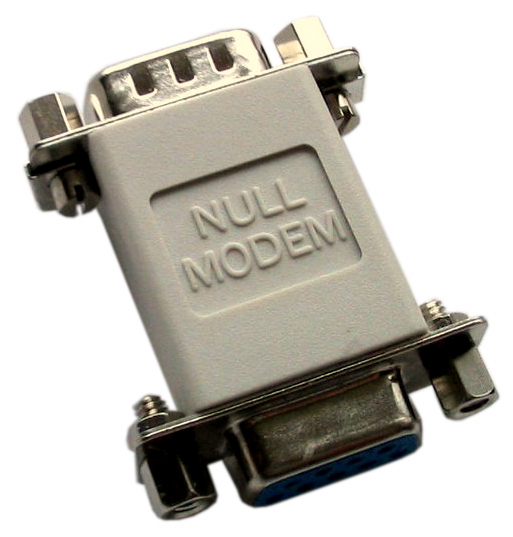
Нуль-модемный переходник, превращающий модемный кабель в нуль-модемный

Нуль-модемное соединение — соединение двух компьютерных устройств по интерфейсу RS-232 без модема.
Изначально стандарт RS-232 предназначался для соединения телетайпа с телефонным модемом — и уже опосредствованно, через модемы, телетайпы общались друг с другом. Поэтому соединение по RS-232 асимметрично: предполагается, что с одной стороны модем, а с другой — источник/потребитель данных. В нуль-модемном соединении линии передачи и приёма соединены непосредственно, крест-накрест, без использования модемов. Нуль-модемное соединение не стандартизовано, поэтому существуют несколько разводок.

## Разводка

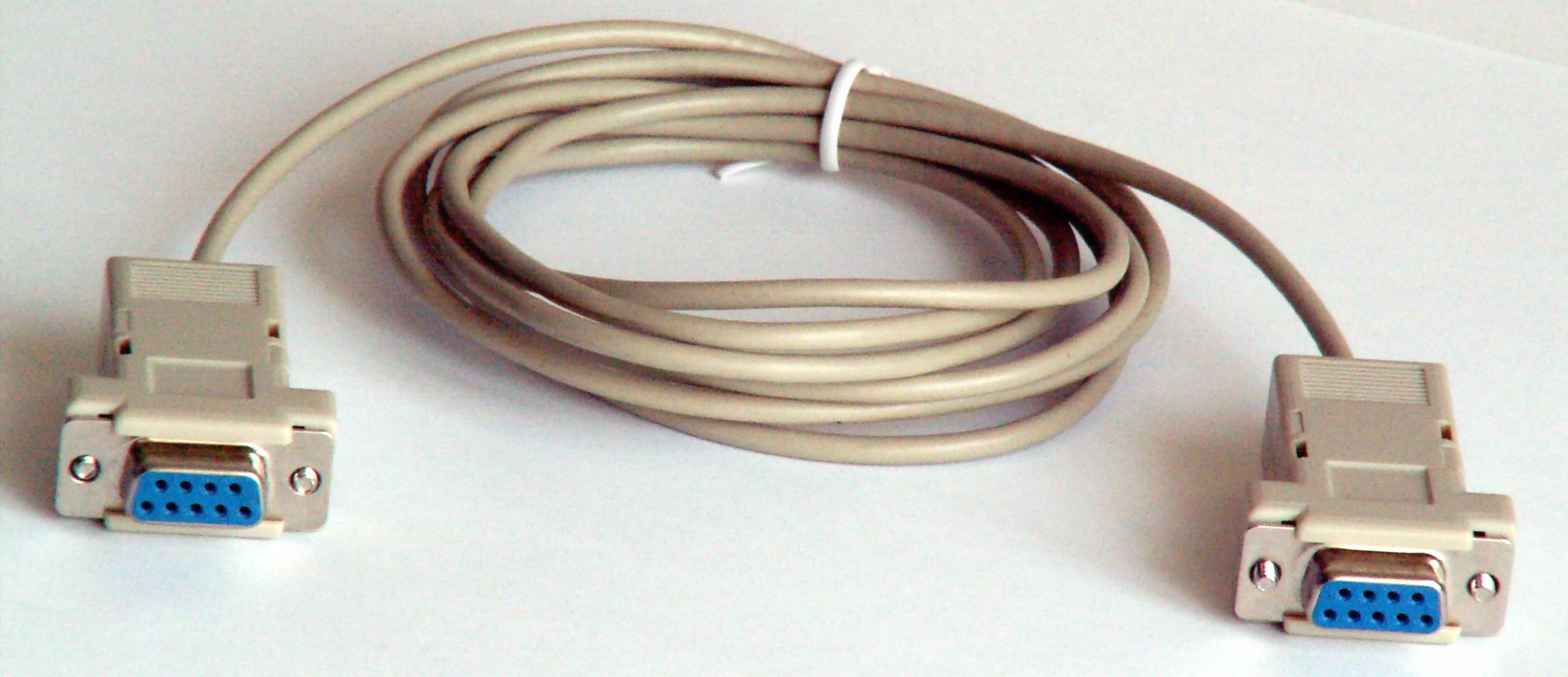
Нуль-модемный кабель

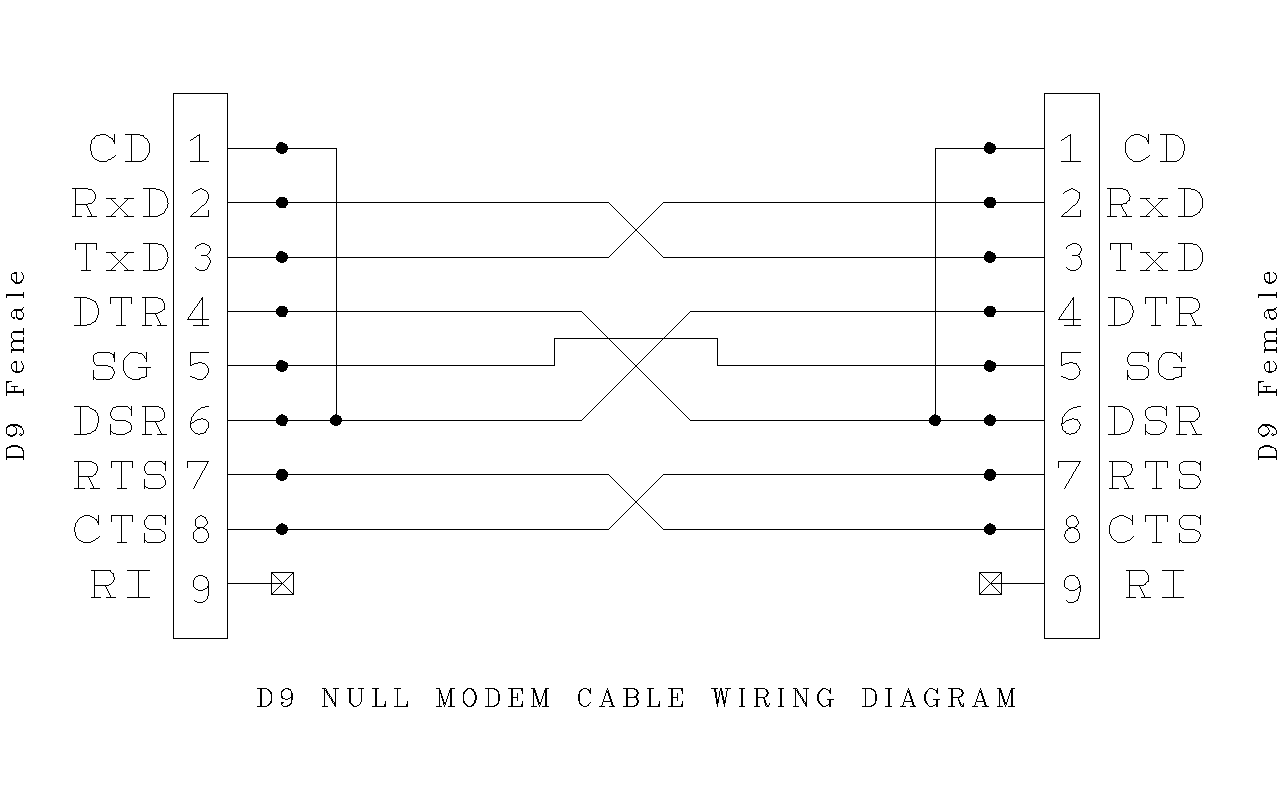
Разводка для DE-9

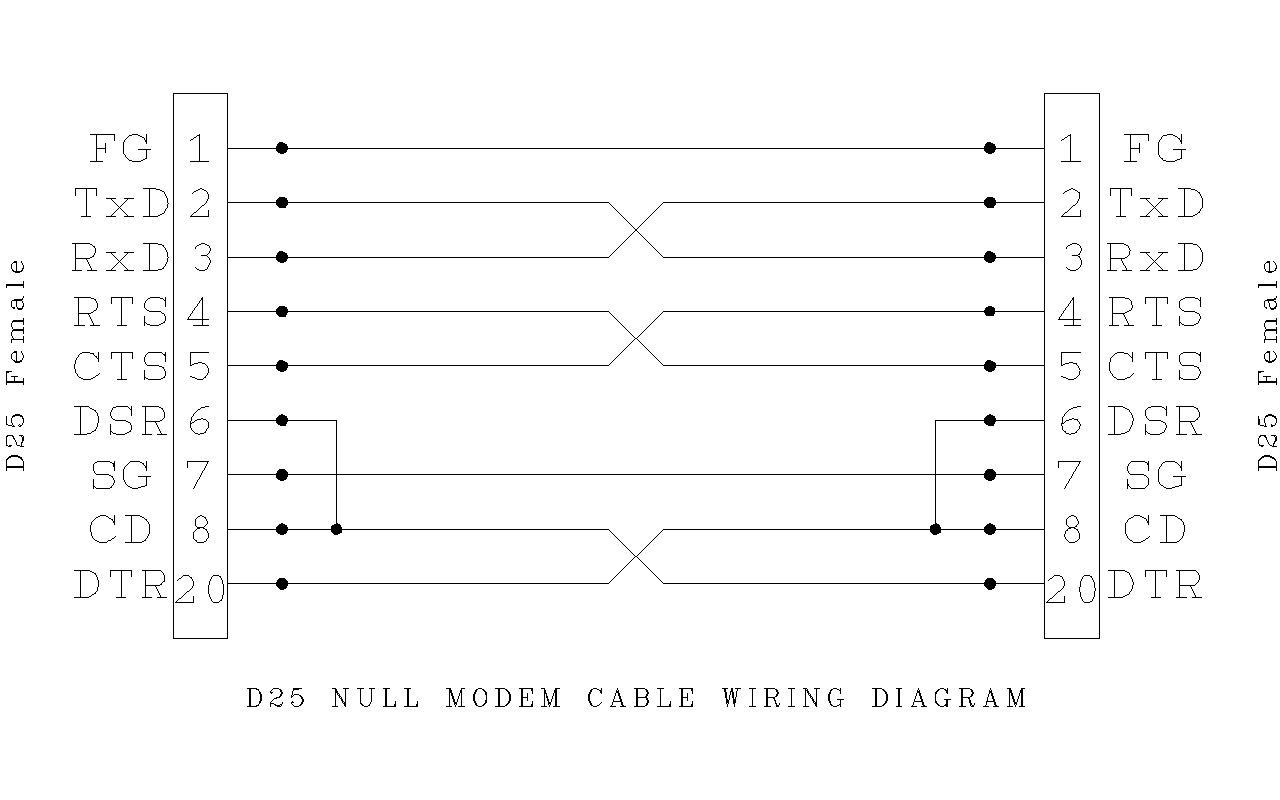
Разводка для DB-25

Наиболее сложная из разводок, с которой будет работать даже ПО, которое проверяет сигнал carrier detect (наличие-потеря несущей).
| Назначение гнезда        | Назначение гнезда | Гнездо DB-25 | Гнездо DE-9 | Направ- ление | Гнездо DE-9 | Гнездо DB-25 | Назначение |
| ------------------------ | ----------------- | ------------ | ----------- | ------------- | ----------- | ------------ | ---------- |
| Корпус                   | FG                | 1            | -           |               | -           | 1            | FG         |
| Передача                 | TxD               | 2            | 3           | →             | 2           | 3            | RxD        |
| Приём                    | RxD               | 3            | 2           | ←             | 3           | 2            | TxD        |
| Запрос передачи          | RTS               | 4            | 7           | →             | 8           | 5            | CTS        |
| Готов к приёму           | CTS               | 5            | 8           | ←             | 7           | 4            | RTS        |
| Сигнальная земля         | SG                | 7            | 5           |               | 5           | 7            | SG         |
| Готовность модема        | DSR               | 6            | 6           | ←             | 4           | 20           | DTR        |
| Наличие несущего сигнала | DCD               | 8            | 1           | ←             | 4           | 20           | DTR        |
| Готовность терминала     | DTR               | 20           | 4           | →             | 1           | 8            | DCD        |
| Готовность терминала     | DTR               | 20           | 4           | →             | 6           | 6            | DSR        |

### Без контроля соединения
Простейшая разновидность последовательного кабеля — полное отсутствие контроля соединения. TxD на одном конце соединяется с RxD на другом, «земля» с «землёй» — итого три провода. Работает с ПО, которое не проверяет работу модема (например, с большинством игр) и с устройствами, которым не нужны линии управления модемом.

### Замыкание управляющих сигналовна себя
Если ПО нужен именно модем и оно проверяет, есть ли связь, можно его обмануть, замкнув управляющие линии на своём же порту (RTS+CTS; DTR+DSR+DCD). Программа будет «думать», что соединение и аппаратное управление потоком данных есть.
Этот кабель только решает проблемы совместимости, по качеству связи он ничем не лучше предыдущего: при любой ошибке соединения связь разорвётся без видимой причины.

### Частичное управление потоком
В этом кабеле линии RTS замкнут на свой же CTS и соединён с чужим DCD, а DTR — с чужим DSR. С соответствующим ПО такой кабель позволяет настроить связь на высоких частотах — до 115 килобод. Но из-за нестандартной разводки требуется особое ПО.

### Полное управление потоком
Этот кабель также позволяет высокие скорости; именно эта разводка указана в таблице и на рисунке.
Для управления устройствами Cisco существовала разводка Yost, с COM-порта на 8P8C. Она интересна тем, что в нуль-модемном кабеле (с 8P8C на 8P8C) контакты обжимаются в обратном порядке: 1…8 на одном конце с 8…1 на другом. Кабели заводского производства часто делаются не из витой пары, а из плоского шлейфа и этим отличаются от сетевых патч-кордов.

## Опасность
Нуль-модемное соединение не содержит гальванической развязки, как, например, Fast Ethernet. Соединение компьютеров, между массами которых имеется напряжение, чревато выгоранием порта или всей материнской платы (актуально для времени популярности в СССР в 80-е — 90-е, когда бытовые сети с системой заземления TN-C-S или TN-S и розетки с заземляющим контактом были редкостью).

## Применение
Изначальное применение нуль-модемного кабеля — соединение двух терминалов (телетайпов) напрямую без модема. Если устройствам для соединения нужен модем, а в действительности они стоят рядом, применялся нуль-модемный кабель.
В 1980-е и 1990-е годы нуль-модемный кабель широко использовался как дешёвая альтернатива локальной сети: сетевые адаптеры были недёшевы, COM-порты были у любого компьютера, а покупка или изготовление нуль-модемного кабеля обходились недорого. В последние версии MS-DOS входила программа INTERLNK; Norton Commander мог не только передавать файлы, но и «склонировать» себя на другой компьютер по нуль-модему. Многие из DOS-игр того времени (Grand Prix 2, Doom, WarCraft II, Duke Nukem 3D…) поддерживали связь и через COM-порты. Как экзотика, в Doom была неофициальная утилита HX8, работавшая по цепочке COM-кабелей. Скорость — до 8 килобайт/с — была низкой даже по тем временам, но для игр это было неважно: они изначально проектировались под 9600- или 14400-бодные модемы. «Контроллер удалённого доступа» Windows допускал соединение через нуль-модем по любому из доступных сетевых протоколов, поэтому Windows-играм достаточно было поддерживать IPX или TCP/IP. С удешевлением Ethernet отпала необходимость в применении нуль-модемной связи для организации локальных сетей.
Сейчас нуль-модемная связь применяется для отладки ядер ОС — из-за простоты драйвера. Это могут делать, например, KGDB для Linux, ddb для BSD и WinDbg для Windows. К тому же современные ОС устроены так, что графическая оболочка монопольно захватывает экран и клавиатуру — поэтому, если ОС «вылетит» с аварийным экраном, отладчик не сможет их затребовать, но останется возможность передать аварийную информацию через кабель.
Безмониторные устройства (коммутаторы, маршрутизаторы, стоечные серверы, разного рода встраиваемые контроллеры) могут администрироваться, в том числе, и по RS-232. В некоторых устройствах для соединения с компьютерным COM-портом требуется преобразователь напряжений — ими выдаются обычные для электроники ТТЛ-уровни.
В Unix есть виртуальные нуль-модемные соединения (псевдотерминал, pty), позволяющие соединять консоли на разных компьютерах через любой доступный канал связи. В DOSBox также есть эмуляция нуль-модемного соединения — для «последовательной» игры через сеть. Стоит заметить, что игра через Интернет не всегда возможна — часто сетевые подсистемы старых игр рассчитывали на низкую сетевую задержку.